# Tranvia Voghera-Rivanazzano-Salice Terme
La tranvia Voghera-Rivanazzano-Salice Terme era una linea tranviaria interurbana a vapore che collegò le città di Voghera, Rivanazzano e Salice Terme dal 1891 al 1929.

## Storia
I fratelli bergamaschi Piero e Rodolfo Belcredi, già progettisti della tranvia Voghera-Stradella, progettarono una tranvia a vapore tra Voghera e Rivanazzano. La Società per le Ferrovie del Ticino (SFT), che gestiva anche la tranvia per Stradella, ottenne nel 1889 la concessione per la costruzione della linea.
I lavori iniziarono nel marzo 1891 e procedettero speditamente: la linea, lunga 7,280 km, fu inaugurata il successivo 2 maggio.
A partire dal 1894 il comune di Voghera propose alla SFT il prolungamento della tranvia verso Volpedo, Godiasco e Varzi: le trattative durarono sino al 1896 senza raggiungere alcun risultato, tanto da spingere alcuni imprenditori locali a fondare nel 1901 una società per la gestione di un'autolinea (esercita con autobus a vapore) da Rivanazzano a Varzi, che rimase in funzione per 18 mesi. La SFT presentò nel 1908 istanza per la concessione del tronco di 2,088 km Rivanazzano-Salice Terme, ottenendola l'anno successivo e inaugurando la nuova tratta nello stesso anno.
La linea, che col passare del tempo non fu più in grado di soddisfare i bisogni di mobilità delle popolazioni locali, fu soppressa il 15 giugno 1929 e sostituita con un servizio di autobus, nonostante la proposta da parte della società milanese Rognini & Balbo al podestà di Voghera di sostituire i tram a vapore con altri ad accumulatori.

## Percorso
|  | Unknown route-map component "CONTgq" | Station on transverse track | Unknown route-map component "CONTfq" |  |

| Unknown route-map component "uexKBHFa" |

|  |  | Unknown route-map component "uexABZgl" | Unknown route-map component "uexCONTfq" |  |

| Unknown route-map component "uexBHF" |

| Unknown route-map component "uexHST" |

| Unknown route-map component "uexHST" |

| Unknown route-map component "uexHST" |

| Unknown route-map component "uexHST" |

| Unknown route-map component "uexHST" |

| Unknown route-map component "uexHST" |

| Unknown route-map component "uexBHF" |

| Unknown route-map component "uexHST" |

| Unknown route-map component "uexKBHFe" |

Il capolinea sorgeva presso la stazione ferroviaria: da qui si imboccava la circonvallazione fino a piazza San Bovo, da cui si diramava la linea per Stradella. Da piazza San Bovo la tranvia percorreva la circonvallazione, transitando per Porta Cavour (dove si trovava una fermata) e quindi imboccando la provinciale per Bobbio.
La linea proseguiva dunque risalendo la valle dello Staffora, toccando le località di Casalnoceto, Cantarana, Molinetti, Rivanazzano (la cui stazione si trovava davanti alle terme) e Salice Terme. Tali due ultime località erano dunque servite in maniera più capillare rispetto alla ferrovia Voghera-Varzi (aperta due anni dopo la chiusura della tranvia), il cui binario percorreva la sponda opposta del torrente Staffora.

## Materiale rotabile
Sulla tranvia prestarono servizio dodici locomotive a vapore bidirezionali di tipo tranviario a due assi, realizzate tra il 1881 e il 1883 dalla Henschel & Sohn. Le prime tre unità, come usuale all'epoca, furono battezzate con nomi di località: rispettivamente Voghera, Stradella e Broni.
Il materiale trainato era costituito da 21 carrozze passeggeri a due assi e 10 carri merci, simili a quelli utilizzati dalla SFT su altre linee.
Tutto il materiale rotabile era usato anche sulla linea per Stradella.

### Materiale motore - prospetto di sintesi
| Unità   | Anno di costruzione | Costruttore     | Quantità | Tipo     | Velocità massima |
| ------- | ------------------- | --------------- | -------- | -------- | ---------------- |
| 30 ÷ 35 | 1881                | Henschel & Sohn | 6        | a 2 assi | 20 km/h          |
| 50 ÷ 56 | 1883                | Henschel & Sohn | 6        | a 2 assi | 30 km/h          |